# Liste der Bischöfe von Chios
Die folgenden Personen waren Bischöfe des Bistums Chios auf Chios (Griechenland):
- Tryphon (448–451)
- Georgos (erwähnt um 680)
- Theophilos (erwähnt um 787)
- Rufinus OP (1322)
- Gilifortis, OP
- Giovanni OP (1329–1330) (danach Bischof von Korfu)
- Oddoino (1343–?)
- Benedetto de Pupio OP (1349–?)
- Manfredi da Cocconato, OFM (1360–?)
- Ugo de Flavigney OFM (1384–?)
- Giovanni Battito (erwähnt um 1391)
- Carlo Giustiniani (1395–?)
- Tommaso Pallavicini (1400–?)
- Leonardo Pallavicini (1409–?)
- Antonio Pallavicini (1450–?)
- Gerolamo Camulio (1470–?)
- Paolo de Monelia OP (1499–?)
- Benedetto Giustiniani (1502–1533)
- Giovanni Vigerio de Voragine OFMConv (1534–?)
- Paolo de Flisco (1550–?)
- Timoteo Giustiniani (1564–1568) (danach Bischof von Strongoli)
- Sedisvakanz (1568–1579)
- Benedetto Garetti, OFM (1579–1597)
- Gerolamo Giustiniani, OP (1599–1604)
- Marco Giustiniani, OP (1604–circa 1640)
- Andrea Soffiano (1642–1668)
- Leonardo Balsarini (1668–1698)
- Tommaso Giustiniani, CRM (1700–1709) (danach Bischof von Nebbio)
- Filippo Bavestrelli (1720–1754)
- Giovanni Battista Bavestrelli (1754–1772)
- Giovanni Antonio Vuricla (1773–1785)
- Pietro Craveri, OFM (1785–1788) (danach Bischof von Galtellì-Nuoro)
- Nikólaos Timonis (1788–1796)
- Vincenzo Coressi (1797–?)
- Francesco Saverio Dracopoli (1814–1821)
- Sedisvakanz (1821–1830)
- Ignazio Giacomo Giustiniani (1830–1875)
- Andreas Polycarpos Timonis (1875–1879) (danach Erzbischof von Smyrna)
- Ignazio Nicolò Giustiniani (1879–1884)
- Fedele Abati, OFM (1885–1890)
- Dionysos Nicolosi (1890–1916)
- Nikólaos Charikiopoulos (Harikoupoulos) (1917–1939)
  - Alessandro Guidati (1939–1947) (Apostolischer Administrator)
  - Giovanni Battista Filippucci (1947–1959) (Apostolischer Administrator)
  - Rocco Dellatolla (1959–1961) (Apostolischer Administrator)
  - Ioánnis Perrís (1961–1993) (Apostolischer Administrator)
  - Nikólaos Printesis (1993–2021) (Apostolischer Administrator)
  - Josif Printesis (seit 2021) (Apostolischer Administrator)

## Quelle
Konrad Eubel, Hierarchia Catholica Medii Aevi, vol. 1, pp. 184-185; vol. 2, pp. XX, 126; vol. 3, p. 165; vol. 4, p. 149; vol. 5, p. 158; vol. 6, p. 164